# Chrysanthemum parvifolium
Chrysanthemum parvifolium là một loài thực vật có hoa trong họ Cúc. Loài này được Chang mô tả khoa học đầu tiên năm 1936.